# Biblioteca Nacional

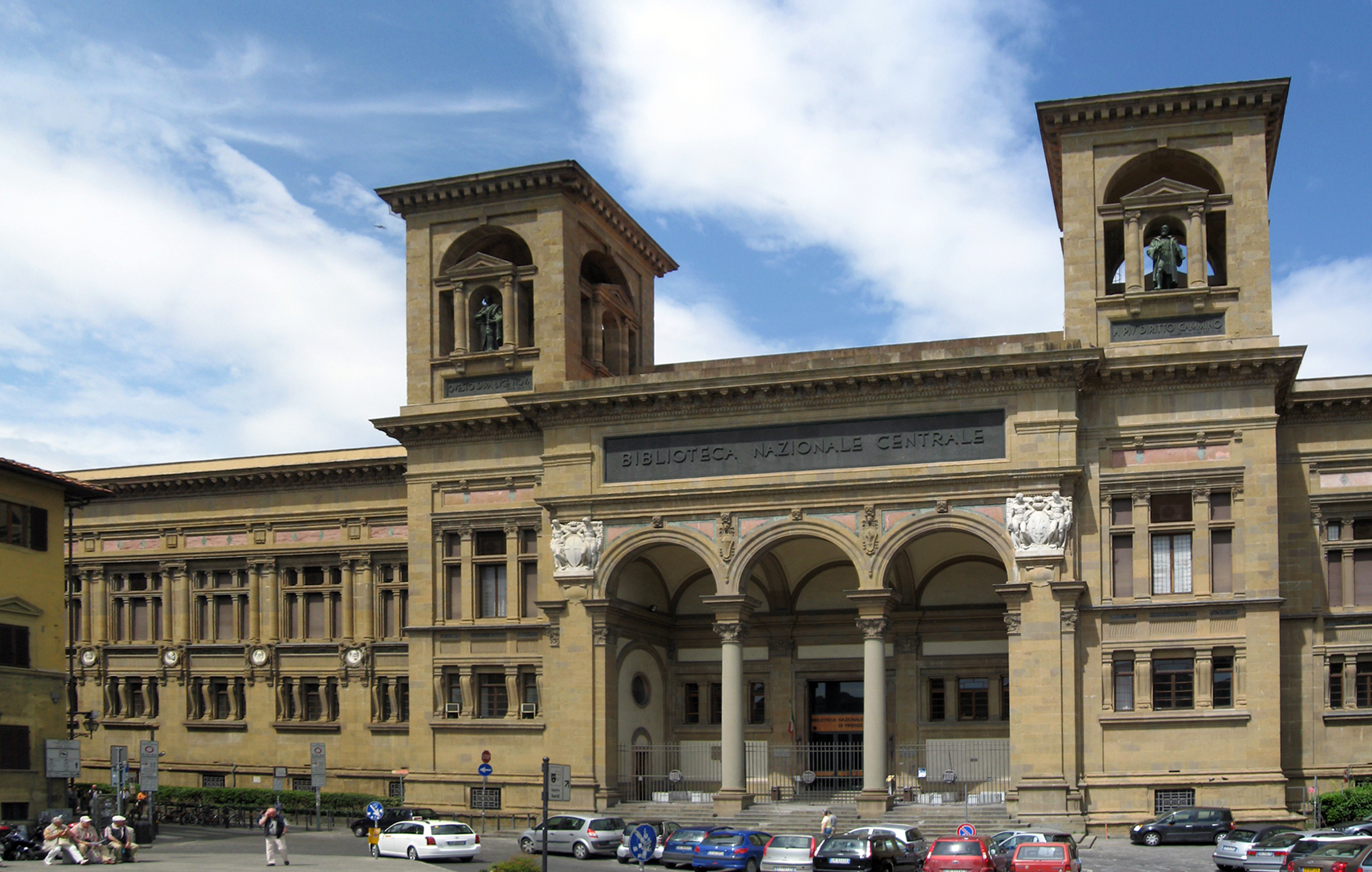
La Biblioteca Nacional Central de Florencia en Italia.

Una biblioteca nacional es aquella biblioteca en la cual se deposita, acopia, preserva y difunde el patrimonio bibliográfico de un país. Para la Federación Internacional de Asociaciones de Bibliotecarios y Bibliotecas  (IFLA), es la biblioteca responsable de adquirir y conservar copias de todos los documentos relevantes publicados en el país donde está localizada. A diferencia de una biblioteca pública, está integrada por colecciones únicas e históricas, de acceso restringido, a veces, al público en general. Contiene por ejemplo primeras ediciones de obras históricas.
Se ha acordado en ámbitos colectivos de discusión que las funciones de las bibliotecas nacionales  consisten tanto en la preservación y acceso a las memorias documentales, como en la provisión de información organizada sobre sus respectivos países.
Ocupan el primer lugar en la tipología bibliotecaria por la larga tradición de sus colecciones, sus numerosas funciones, su carácter enciclopédico y por conservar el patrimonio bibliográfico nacional. Las Bibliotecas Nacionales son públicas y tienen como finalidad servir a la nación, coleccionando, organizando y preservando toda la información de un país, cual- quiera sea su soporte. Entre 1987 y 1991 la UNESCO publicó tres informes acerca de las bibliotecas nacionales elaborados por Silvestre (1987), Line (1989) y Cornish (1991) donde se redefinieron los objetivos y funciones.

## Historia
Los antecedentes de algunas bibliotecas nacionales se encuentran en bibliotecas reales, es decir, en antiguas colecciones privadas de príncipes y monarcas. Después de la Revolución Francesa, estas colecciones reales se abren al público y comienzan a denominarse bibliotecas nacionales. Tales son los casos de las bibliotecas nacionales de Francia, España, y Austria.
Tras el proceso de descolonización, los países recién independizados crearon también sus bibliotecas nacionales. Tal es el caso del surgimiento en América Latina, luego de emanciparse de los imperios europeos, de las bibliotecas nacionales. La primera biblioteca nacional que se estableció en América fue la Biblioteca Nacional de Colombia, fundada el 9 de enero de 1777, como la Real Biblioteca por Manuel Antonio Flórez, el Virrey de la Nueva Granada.
En 1958, UNESCO organizó en Viena un simposio sobre bibliotecas nacionales de Europa. En este congreso se discutió, entre otros temas, la apertura de las bibliotecas nacionales a usuarios no especializados.

## Fondo
El fondo de una biblioteca nacional, es por lo general, el más amplio y global de cada país. No debe confundirse el fondo de la biblioteca nacional con el fondo de obras nacionales, aunque el primero puede incluir al segundo. Las obras nacionales se obtienen, normalmente, a través del depósito legal, mientras que las obras extranjeras se adquieren por compra, canje o donación.
El depósito legal es un sistema de adquisición propio de un reducido número de bibliotecas y otras unidades de información, más que nada, nacionales. Se puede definir como la exigencia, impuesta por ley, de depositar en una o varias agencias determinadas, ejemplares de cada publicación de cualquier tipo y soporte. El número exigido de ejemplares varía según los países. Las directrices internacionales recomiendan dos ejemplares como requisito mínimo exigible: uno destinado a la preservación y otro al uso. Esta medida también sirve para registrar y constatar los derechos de autor.

## Agencia bibliográfica nacional
Generalmente, la agencia bibliográfica nacional es una dependencia de una biblioteca nacional, aunque existen excepciones. La función primordial de esta agencia u organismo es recopilar la bibliografía nacional. En la mayoría de los países, el ámbito de la bibliografía nacional coincide, en menor o mayor medida, con el del depósito legal.

## Iberoamérica y Europa
En caso de América Latina y la península ibérica, sus respectivas bibliotecas nacionales se encuentran agrupadas en la Asociación de Estados Iberoamericanos para el Desarrollo de las Bibliotecas Nacionales de Iberoamérica (ABINIA) desde 1989. La Biblioteca Digital del Patrimonio Iberoamericano es el repositorio digital de las bibliotecas nacionales iberoamericanas.
En 2003, se reunieron por primera vez, responsables de las bibliotecas nacionales de los países integran el MERCOSUR, en la ciudad de Buenos Aires.
En Europa, The European Library (La Biblioteca Europea) fue un proyecto de catálogo colectivo y repositorio digital de las colecciones y fondos de las bibliotecas nacionales europeas. El repositorio Europeana reemplazó a esta iniciativa.

## Primeras bibliotecas nacionales

### Francia
En Francia, la primera biblioteca nacional fue la Bibliothèque Mazarine, que evolucionó desde su origen como biblioteca real fundada en el Palacio del Louvre por Carlos V en 1368. A la muerte de Carlos VI, esta primera colección fue comprada unilateralmente por el regente inglés de Francia, el duque de Bedford, quien la transfirió a Inglaterra en 1424. Al parecer se dispersó a su muerte en 1435.  La invención de la imprenta dio lugar al inicio de otra colección en el Louvre heredada por Luis XI en 1461. Francisco I transfirió la colección en 1534 a Fontainebleau y la fusionó con su biblioteca privada.

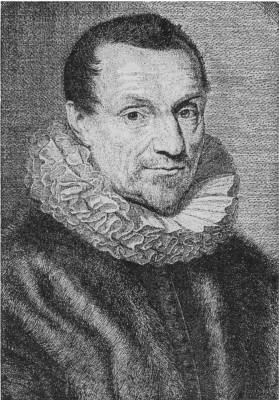
Como bibliotecario de la Bibliothèque Mazarine, Jacques Auguste de Thou la transformó en la biblioteca más grande del mundo en aquella época.

El nombramiento de Jacques Auguste de Thou como bibliotecario en el siglo XVII inició un período de desarrollo que la convirtió en la colección de libros más grande y rica del mundo. La biblioteca se abrió al público en 1692, bajo la administración de Camille Le Tellier, el Abad (Abbé) Louvois, hijo del ministro François Michel Le Tellier de Louvois. El Abbé Louvois fue sucedido por el Abbé Bignon, o Bignon II como se le llamaba, quien instituyó una reforma completa del sistema de la biblioteca. Se realizaron catálogos que aparecieron desde 1739 hasta 1753 en 11 volúmenes. Las colecciones aumentaron constantemente mediante compras y donaciones hasta el estallido de la Revolución Francesa, momento en el que corría grave peligro de destrucción parcial o total, pero debido a las actividades de Antoine-Augustin Renouard y Joseph Van Praet no sufrió daños.
Las colecciones de la biblioteca aumentaron a más de 300.000 volúmenes durante la fase radical de la Revolución francesa, cuando se confiscaron las bibliotecas privadas de aristócratas y clérigos. Después del establecimiento de la Primera República Francesa en septiembre de 1792, "la Asamblea declaró la Bibliothèque du Roi propiedad nacional y la institución pasó a llamarse Bibliothèque Nationale. Después de cuatro siglos de control de la Corona, esta gran biblioteca pasó a ser propiedad de el pueblo francés".

### Reino Unido

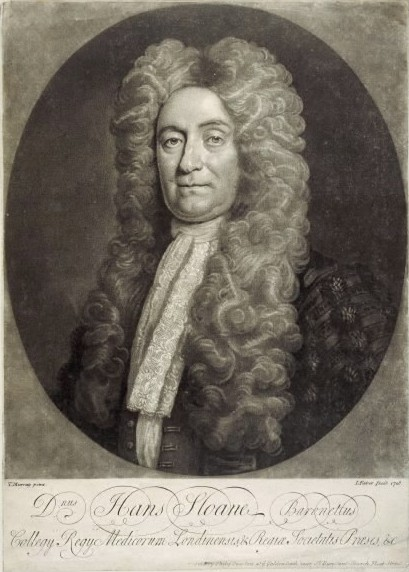
La colección de libros y manuscritos de Sir Hans Sloane fue legada al Museo Británico.

La primera verdadera biblioteca nacional se fundó en 1753 como parte del Museo Británico. Esta nueva institución fue la primera de un nuevo tipo de museo: nacional, que no pertenece ni a la iglesia ni al rey, abierto libremente al público y cuyo objetivo es coleccionar todo. Las bases del museo se encuentran en el testamento del médico y naturalista Sir Hans Sloane, quien reunió una envidiable colección de curiosidades a lo largo de su vida que legó a la nación por 20.000 libras esterlinas.
La colección de Sloane incluía unos 40.000 libros impresos y 7.000 manuscritos, así como grabados y dibujos. La Ley del Museo Británico de 1753 (British Museum Act 1753) también incorporó la biblioteca Cotton y la biblioteca Harleian. A estas se unió en 1757 la Biblioteca Real, reunida por varios monarcas británicos.
Las primeras galerías de exposición y sala de lectura para eruditos se abrieron el 15 de enero de 1759, y en 1757, el rey Jorge II le concedió el derecho a una copia de cada libro publicado en el país, asegurando así que la biblioteca del museo se ampliaría indefinidamente.
Anthony Panizzi se convirtió en bibliotecario principal del Museo Británico en 1856, donde supervisó su modernización. Durante su mandato, los fondos de la biblioteca aumentaron de 235.000 a 540.000 volúmenes, lo que la convirtió en la biblioteca más grande del mundo en ese momento. Su famosa Sala de Lectura circular se inauguró en 1857. Panizzi emprendió la creación de un nuevo catálogo, basado en las "Noventa y una reglas de catalogación" (1841) que ideó con sus asistentes. Estas reglas sirvieron de base para todas las reglas de catalogación posteriores de los siglos XIX y XX, y están en los orígenes de la International Standard Bibliographic Description (ISBD) y de elementos de catalogación digital como el Dublin Core.

### España
El 29 de diciembre de 1711, el rey Felipe V aprobó el plan para crear una Real Biblioteca. Tenía la misión de «renovar la erudición histórica y sacar al aire las verdaderas raíces de la nación y de la monarquía españolas». Se comenzó la construcción de su sede en el pasadizo que unía el Real Alcázar de Madrid con el convento de la Encarnación. La Real Biblioteca se abrió al público el 1 de marzo de 1712. Felipe V firmó el Real Decreto fundacional, que aclaraba el carácter público de la biblioteca, abierta a «todos los estudiosos» y establecía las normas fundamentales para su funcionamiento.

### Polonia
La Biblioteca Nacional de Polonia continúa la tradición de la Biblioteca Załuski. La Biblioteca Załuski se abrió a los lectores en Varsovia el 8 de agosto de 1747, gracias a la cooperación de Józef Załuski con su hermano Andrzej Załuski, pero la idea de la Biblioteca se remonta a 1732 (presentada en Programma literarium por Józef Załuski). La biblioteca fue una de las primeras bibliotecas nacionales y las bibliotecas públicas más grandes de la Europa del siglo XVIII. Tras la muerte de sus fundadores, la biblioteca pasó a ser propiedad del estado polaco y desde 1774 pasó a llamarse Biblioteka Rzeczypospolitej, Biblioteca de la República de las Dos Naciones. En 1780, el Sejm de la Comunidad polaco-lituana concedió a la biblioteca el derecho a recibir una copia gratuita para depósito legal de todos los libros impresos en el país. Tras el fallido levantamiento de Kościuszko, en vísperas de la Tercera Partición de Polonia y el colapso del Estado polaco, la Biblioteca de la Comunidad polaco-lituana fue cerrada y trasladada a San Petersburgo en 1794, por decisión de la emperatriz Catalina II, donde se formó la base de la Biblioteca Nacional de Rusia. Antes de ser llevadas a Rusia, las colecciones sumaban unos 400.000 volúmenes, incluidos unos 13.000 manuscritos medievales y modernos.
Entre 1795 y 1918 no existió ninguna institución central que recopilara obras impresas y manuscritas de las tierras que una vez formaron Polonia. Algunas bibliotecas más pequeñas intentaron llenar el vacío que dejó, aunque en menor escala. La Biblioteca Nacional de Polonia fue refundada después de que Polonia recuperó su independencia en 1918 y se inauguró formalmente en 1928 bajo el Decreto del Presidente de la República de Polonia. Tras el Tratado de Riga de 1921, la mayoría de los manuscritos de la Biblioteca Zaluski y una gran proporción de las impresiones fueron devueltos a Varsovia desde la Rusia soviética. La Biblioteca Nacional de Polonia también incluía las colecciones de otras bibliotecas con sede en Varsovia y las colecciones del museo de Rapperswil y París creadas por comunidades de emigrados polacos. Durante la Segunda Guerra Mundial, la parte más valiosa de los fondos de la Biblioteca Nacional (casi 800.000 artículos registrados (incluidos unos 50.000 manuscritos destruidos por los nazis alemanes)) se perdieron para siempre.

### Estados Unidos de América
En la recién formada república estadounidense, James Madison propuso por primera vez la institución de una biblioteca del Congreso en 1783. La Biblioteca del Congreso se creó el 24 de abril de 1800, cuando el presidente John Adams firmó una ley del Congreso que preveía el traslado de la sede del gobierno de Filadelfia a la nueva capital de Washington. Parte de la legislación asignaba 5.000 dólares "para la compra de los libros que pudieran ser necesarios para el uso del Congreso... y para acondicionar un apartamento adecuado para contenerlos". Se encargaron libros a Londres y la colección, que consta de 740 libros y tres mapas, se alojó en el nuevo Capitolio de los Estados Unidos.

### Rusia
La Biblioteca Pública Imperial fue fundada en 1795 por Catalina la Grande, cuyas colecciones privadas incluían las bibliotecas domésticas de Voltaire y Diderot, que había comprado a sus herederos. La biblioteca personal de Voltaire sigue siendo uno de los aspectos más destacados de la colección. Los planos de una biblioteca pública rusa fue presentado a Catalina en 1766, pero la emperatriz no aprobó el proyecto de la biblioteca imperial hasta el 27 de mayo [O.S. 16 de mayo de 1795, dieciocho meses antes de su muerte. La piedra angular del departamento de lenguas extranjeras provino de la Comunidad polaco-lituana: la Biblioteca Załuski (420.000 volúmenes), nacionalizada por el gobierno ruso cuando las Particiones de Polonia. Los libros en polaco de la biblioteca (unos 55.000 títulos) fueron devueltos a Polonia por la República socialista Soviética Rusa en 1921.

### Alemania
Aunque Alemania sólo se constituyó como estado en 1871, la primera biblioteca nacional se creó en el contexto de las revoluciones alemanas de 1848 (Revolución alemana de 1848-1849). Varios libreros y editores ofrecieron sus obras al Parlamento de Fráncfort para una biblioteca parlamentaria. La biblioteca, dirigida por Johann Heinrich Plath, se denominó Reichsbibliothek ("biblioteca Reich"). Después del fracaso de la revolución, la biblioteca fue abandonada y el inventario de libros que ya existía se almacenó en el Museo Nacional Germano de Núremberg. En 1912, la ciudad de Leipzig, sede de la Feria del Libro anual de Leipzig, el Reino de Sajonia y la Börsenverein der Deutschen Buchhändler (Asociación de libreros alemanes) acordaron fundar una Biblioteca Nacional Alemana en Leipzig. A partir del 1 de enero de 1913 se recopilaron sistemáticamente todas las publicaciones en alemán (incluidos libros de Austria y Suiza).